# 万年寺

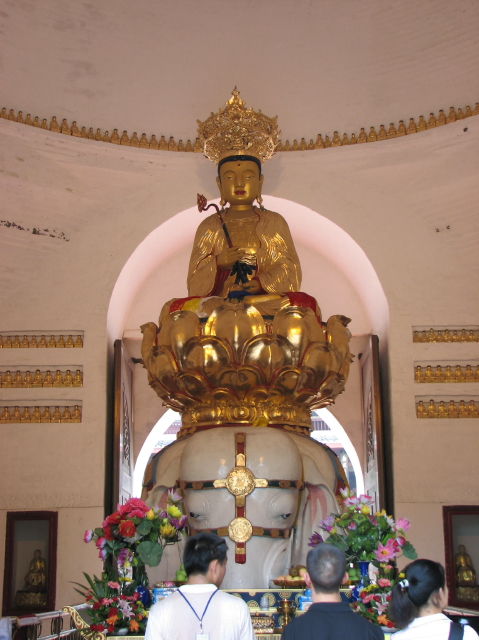
万年寺普贤菩萨像

万年寺，又称普贤寺、白水寺、白水普贤寺，位于中国四川峨眉山骆驼岭上，为峨眉山上最大的佛寺。汉族地区佛教全国重点寺院之一。

## 简介
该寺建于晋朝隆安年间，慧远之弟慧持入蜀建寺，初名为普贤寺。唐乾符三年（876年），慧通禅师更名为白水寺，北宋时期曾多次修葺，并称白水普贤寺。明朝万历皇帝为其母亲庆贺七十大寿，赐金修筑无梁砖殿，并题写“圣寿万年寺”金匾，此后寺改用万年寺。
万年寺的寺院为汉传佛教布局，坐西朝东，中轴线上依次为山门、弥勒殿、般若堂、毗卢殿、普贤殿、行愿楼、贝叶楼、巍峨宝殿和大雄宝殿。此外，该寺寺僧创制茶叶，十大元帅朱德、陈毅、贺龙曾在此寺品茗，并由陈毅取名“竹叶青”茶叶。茂真和尚主持铸造的铜质普贤骑象。普贤殿中有茂真和尚铸造的铜质普贤骑象，为国家一级保护文物。行愿楼中的“佛牙”（剑齿象上颚骨化石）、“贝叶经”（明朝暹罗版本梵文《法华经》）、“御印”（万历皇帝朱翊钧御印），为该寺三宝。

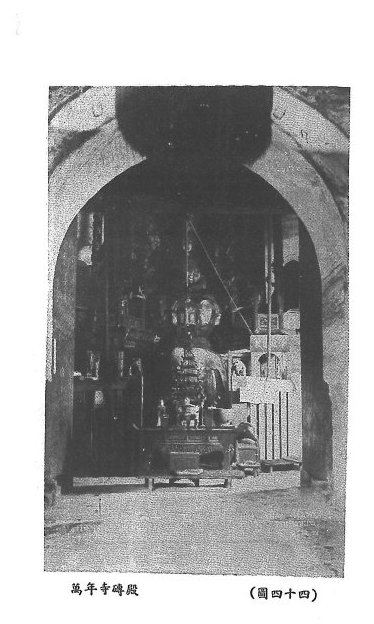
萬年寺磚殿